# Emmanuel Liais
Emmanuel Liais (Cherbourg-Octeville, 15 de Fevereiro de 1826 — Cherbourg-Octeville, 5 de Março de 1900) foi um político,  botânico, astrônomo e explorador francês que permaneceu muitos anos no Brasil.

## Biografia

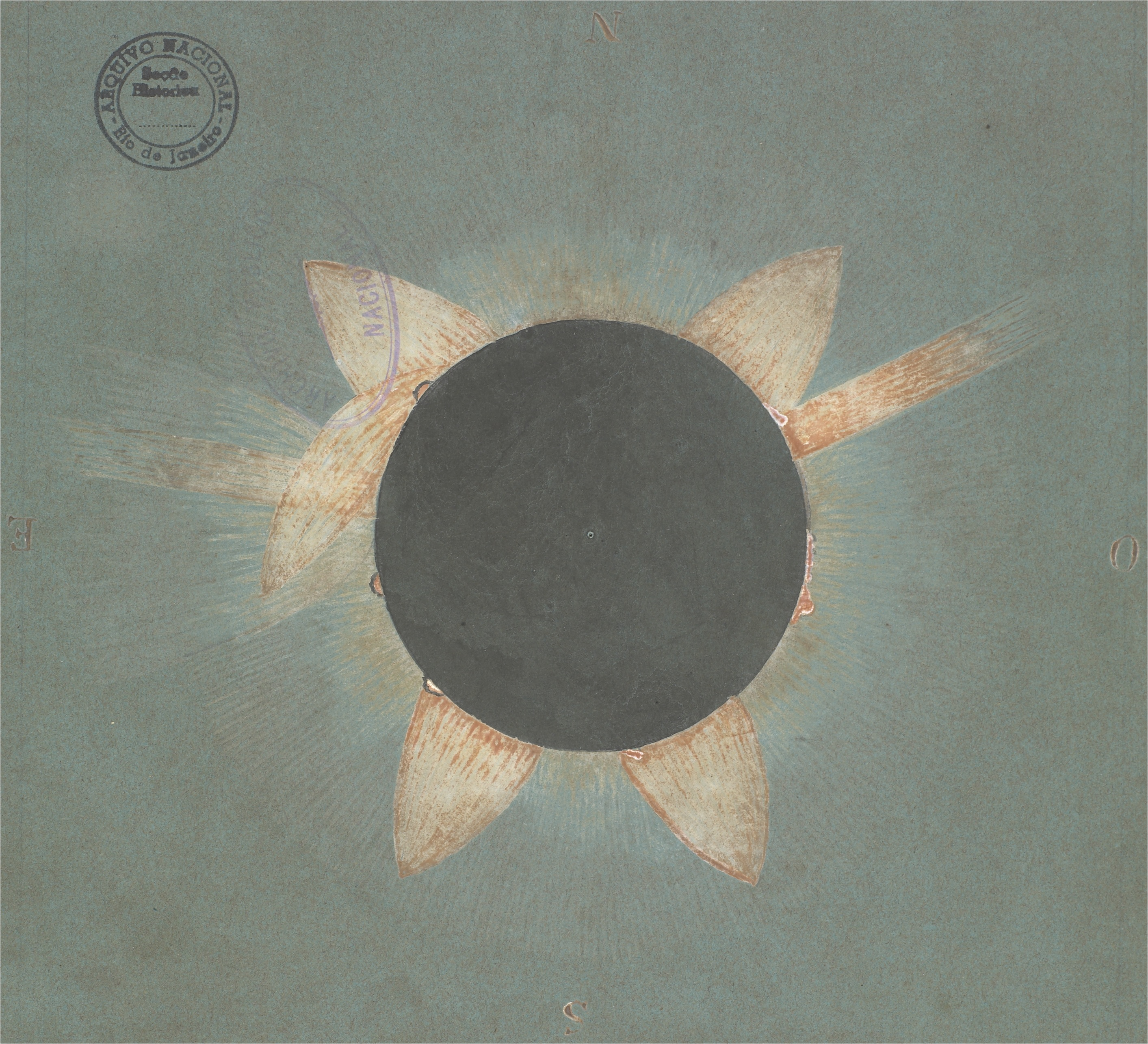
Ilustração eclipse solar de 1858 feita por Emmanuel Liais

Era filho de uma rica família industrial, ligada à indústria naval. Foi um cientista amador, fazia algumas  observações meteorológicas e redigiu alguns relatórios.
Um destes relatórios, escrito em 1852, chegou ao astrônomo François Arago, em 1854. No mesmo ano, partiu para Paris para trabalhar no Observatório de Paris como diretor-assistente de Urbain Le Verrier para ajudá-lo na criação de uma rede telegráfica meteorológica.
Desde cedo foi apaixonado pela botânica, tornando-se  um dos primeiros membros da  Sociedade de Horticultura de Cherbourg, em 1854. Fundou a Sociedade Nacional das Ciências e Matemáticas de Cherbourg e foi aceito como membro na Academia de Rouen em 23 de março de 1855.
Foi para o Brasil observar o eclipse solar de 7 de setembro de 1858, permanecendo neste país durante vinte e cinco anos. Reconhecido pelo  Imperador Brasileiro Dom Pedro II, assumiu o cargo de diretor do Observatório Imperial no Rio de Janeiro de janeiro a julho de 1871 e, novamente, de 1874 a 1881.
Fundado em 1827, o observatório era ocupado principalmente para o ensino dos alunos das escolas militares.  Liais reorganizou o observatório para a utilização concentrada em pesquisas astronômicas.
Além de descobrir um cometa, o Cometa Olinda (C/1860 D1), o primeiro a ser descoberto a partir do Brasil, dedicou-se igualmente às observações do planeta Marte, emitindo a hipótese de que as manchas fracas (albedo) da superfície eram ligadas à vegetação diante da presença de água (atualmente sabe-se que uma e outra destas  hipóteses são inexatas).
A pedido do imperador, conduziu expedições de exploração para o interior do Brasil, estudando as plantas das regiões mais remotas, enviando diversos espécimes para a França. Destas expedições redigiu uma obra intitulada Climats, géologie, faune et géographie botanique du Brésil (Paris: Garnier Frères, 1872).
A partir 1878, devido a uma disputa pública com o seu colega Manoel Pereira Reis, a sua permanência no observatório tornou-se cada vez menos suportável, terminando por se demitir em 1881, retornando à sua cidade natal.
Em Cherbourg,  foi eleito  Presidente da Câmara Municipal de 1884 à 1886 e, posteriormente, de 1892 até à sua morte em 1900. Foi igualmente Conselheiro Geral durante este mesmo período.
Casou-se  com a neerlandesa Margaritha Trovwen; não tiveram filhos. Iniciou a construção de um jardim botânico na sua propriedade de Cherbourg, propriedade que doou à cidade quando da sua morte. O jardim, conhecido  atualmente  como "Jardim Emmanuel Liais", abre para a visitação pública, e sua casa  foi transformado num museu de história natural. Importou várias plantas exóticas da América do Sul e da Ásia para compor o seu jardim.
Uma cratera em Marte foi nomeada em sua homenagem.

## Obras
- Climats, géologie, faune et géographie botanique du Brésil, Paris, Garnier Frères, 1872.
- Traité d’astronomie appliquée à la géographie et à la navigation; suivi de, La géodésie pratique, Paris, Garnier, 1867.
- L’espace céleste et la nature tropicale. Description physique de l’univers d’après des observations personnelles faites dans les deux hémisphères, Paris, Garnier Frères, 1865.
- L’espace céleste, ou, Description de l’univers: accompagnée de récits de voyages entrepris pour en compléter l’étude, Paris, Garnier Frères, 1881.
- Théorie mathématique des oscillations du baromètre et recherche de la loi de la variation moyenne de la température avec la latitude, Paris, Bachelier, 1851.
- Hydrographie du haut San-Francisco et du Rio das Velhas: ou, Résultats au point de vue hydrographique d'un voyage effectué dans la province de Minas-Geraes, Paris, Garnier ; Rio de Janeiro, Garnier, 1865.
- Recherches sur la température de l’espace planétaire, Cherbourg, Lecauf, 1853.
- L’histoire de la découverte de la planète Neptune, Leipzig, G. Fock, 1892.
- De l’emploi des observations arimutales pour la détermination des ascensions droites et des déclinaisons des étoiles, Cherbourg, Bedelfontaine, 1858.
- Influence de la mer sur les climats, ou, résultats des observations météorologiques faites à Cherbourg en 1848, 1849, 1850, 1851, Paris, Mallet-Bachelier; Cherbourg: Bedelfontaine et Syffert, 1860.
- De l'emploi de l'air chauffé comme force motrice, Paris, [s.n.], 1854.